# Shark-Klasse
Die Shark-Klasse war die zweite Baugruppe der britischen S-Klasse. Die acht U-Boote wurden im Zweiten Weltkrieg eingesetzt.

## Baugeschichte und Konstruktive Merkmale
siehe: Baugeschichte der S-Klasse und konstruktive Merkmale der S-Klasse
Zwischen 1933 und 1938 wurden die acht Boote der zweiten Baugruppe der S-Klasse auf drei verschiedenen Werften gebaut:
| Bauwerft                                    | U-Boote |
| ------------------------------------------- | ------- |
| Chatham Dockyard                            | 4       |
| Cammell Laird                               | 3       |
| Scotts Shipbuilding and Engineering Company | 1       |

Die U-Boote waren etwas größer als die Vorgänger der ersten Baugruppe, besaßen aber dieselbe Antriebsleistung. Einzig die Sunfish war mit einem 1900-PS-Dieselaggregat ausgestattet, was dem Dieselantrieb der später gebauten U-Boote der dritten und vierten Baugruppe entsprach.
Im Krieg wurden mehrere Boote mit einem externen Hecktorpedorohr ausgestattet. Die Gesamtzahl der mitgeführten Torpedos stieg auf 13 an. Die U-Boote besaßen von Anfang an aktive und passive akustische Aufklärungsmittel wie ASDIC. Ab 1941 wurde Radar nachgerüstet.
Genauso wie bei den Booten des ersten Bauloses war der Druckkörper nicht vollständig geschweißt, sondern teilweise genietet. Die im Krieg gebauten U-Boote des dritten und vierten Bauloses waren vollständig verschweißt und konnten tiefer tauchen.

## Geschichte
siehe: Einsatzgeschichte der S-Klasse und detaillierte Geschichte der S-Klasse
Beim Kriegsbeginn am 1. September standen der Royal Navy acht U-Boote der Shark-Klasse zur Verfügung, die sowohl in der Nordsee als auch im Mittelmeer stationiert waren. Die Boote aus dem Mittelmeer wurden sofort in die Nordsee beordert.
Großbritanniens Kriegserklärung trat am 3. September 1939 um 11:00 Uhr in Kraft. Bereits vier Minuten später kam es zu den ersten Kampfhandlungen zwischen deutschen und britischen Einheiten, als ein deutsches U-Boot die Spearfish erfolglos mit Torpedos angriff.
In den folgenden drei Monaten patrouillierten die U-Boote in der Nordsee und griffen mehrfach deutsche Einheiten erfolglos an.
Den ersten Kampferfolg der Shark-Klasse erreichte die Salmon am 4. Dezember 1939. Das britische U-Boot versenkte südwestlich von Kristiansand das deutsche U-Boot U 36 mit Torpedos.
Am 13. Dezember 1939 griff die Salmon in der Nordsee bei 56° 47′ N, 4° 0′ O einen deutschen Verband aus großer Entfernung mit Torpedos an und traf die Leichten Kreuzer Nürnberg und Leipzig. Beide Kriegsschiffe erlitten schwere Treffer und fielen mehrere Monate aus.
Am 10. April 1940 besetzten deutsche Einheiten in der bis dahin größten triphibischen Operation der Militärgeschichte Dänemark und Norwegen. Die als Unternehmen Weserübung bezeichnete Seelandung führte zu schweren und beidseitig verlustreichen Kämpfen zwischen der deutschen Kriegsmarine und den alliierten Marinen.
Im Laufe der intensiven Kämpfe konnten die Shark-Boote mehrere Transportschiffe der deutschen Invasoren beschädigen oder versenken. Der spektakulärste Erfolg war sicherlich, als am 11. April 1940 die Spearfish das „Westentaschenschlachtschiff“ Lützow im Skagerrak mit Torpedos fast versenkte. Das schwer getroffene Panzerschiff entging nur knapp einem Totalverlust und war nach längeren Reparaturen erst im März 1941 wieder einsatzfähig.
Die Kämpfe in der Nordsee forderten auch von der Shark-Klasse schwere Verluste. 1940 verlor die Royal Navy vier der Boote im Kampf. 1941 ging ein weiteres U-Boot verloren.
Die drei restlichen U-Boote patrouillierten in der folgenden Zeit mit mäßigem Erfolg in der Biskaya und vor den Küsten Norwegens.
Die Sunfish wurde am 10. April 1944 an die verbündete Sowjetunion übergeben und am 26. Juni 1944 von der sowjetischen Marine mit dem Namen W-1 (В-1) in Dienst gestellt. Das U-Boot wurde am 27. Juli 1944 auf dem Marsch von Dundee nach Murmansk von einem britischen Bomber irrtümlich angegriffen und versenkt. Die gesamte Besatzung aus sowjetischen und britischen Seeleuten fand den Tod.
Die beiden verbleibenden U-Boote wurden 1945 zerstört. Das eine Boot wurde vor Malta als Sonarübungsziel versenkt, das andere in Kanada verschrottet.

## Boote der Klasse
siehe auch: Gruppe 2 der S-Klasse
| Shark | Shark                                       | Shark       | Shark              |
| --- | ------------------------------------------- | ----------- | ------------------ |
| Bauwerft: | Chatham Dockyard                            | Nr:         | N 54               |
| Kiellegung: | 12. Juni 1933                               | Stapellauf: | 31. Mai 1934       |
| Indienststellung: | 31. Dezember 1934                           | Dienstende: | 6. Juli 1940       |
| Die Shark (englisch für „Hai“) wurde in der Nordsee eingesetzt und am 5. Juli 1940 von deutschen Flugzeugen vor Norwegen angegriffen und schwer beschädigt. Es gab zwei Tote und 19 Verwundete. Anschließend ergab sich die Besatzung. Das Boot wurde von deutschen Hilfsminensuchern abgeschleppt, sank aber beim Abtransport. Die Überlebenden gingen in deutsche Kriegsgefangenschaft.           |                                             |             |                    |
| Sealion |                                             |             |                    |
| Bauwerft: | Cammell Laird                               | Nr.:        | N 72               |
| Kiellegung: | 16. Mai 1933                                | Stapellauf: | 31. Mai 1934       |
| Indienststellung: | 21. Dezember 1934                           | Dienstende: | 1945               |
| Die Sealion (engl.: Seelöwe) wurde in der Nordsee, der Biskaya und im Nördlichen Eismeer eingesetzt. Das U-Boot wurde am 3. März 1945 als ASDIC-Übungsziel (Sonarziel) vor der Isle of Arran versenkt. |                                             |             |                    |
| Salmon |                                             |             |                    |
| Bauwerft: | Cammell Laird                               | Nr.:        | N 65               |
| Kiellegung: | 15. Juni 1933                               | Stapellauf: | 30. April 1934     |
| Indienststellung: | 8. März 1935                                | Dienstende: | 16. Juli 1940      |
| Die Salmon (engl.: Lachs) wurde in der Nordsee eingesetzt. Das U-Boot wird seit Juli 1940 in der Nordsee vermisst. Wahrscheinlich ist es auf eine deutsche Seemine gelaufen. Es gab keine Überlebenden. |                                             |             |                    |
| Snapper |                                             |             |                    |
| Bauwerft: | Chatham Dockyard                            | Nr.:        | N 38               |
| Kiellegung: | 18. September 1933                          | Stapellauf: | 25. Oktober 1934   |
| Indienststellung: | 14. Juni 1935                               | Dienstende: | 12. Februar 1941   |
| Die Snapper (engl.: Schnapper) wurde in der Nordsee und der Biscaya eingesetzt. Das U-Boot wird in der Biskaya vermisst. Es gab keine Überlebenden. |                                             |             |                    |
| Seawolf |                                             |             |                    |
| Bauwerft: | Scotts Shipbuilding and Engineering Company | Nr.:        | N 47               |
| Kiellegung: | 25. Mai 1934                                | Stapellauf: | 28. November 1935  |
| Indienststellung: | 12. März 1936                               | Dienstende: | 23. Juni 1945      |
| Die Seawolf (engl.: Seewolf) wurde in der Nordsee und im offenen Nordatlantik eingesetzt. Das U-Boot überstand den Krieg und wurde im November 1945 in Montreal verschrottet. |                                             |             |                    |
| Spearfish |                                             |             |                    |
| Bauwerft: | Cammell Laird                               | Nr.:        | N 69               |
| Kiellegung: | 23. Mai 1935                                | Stapellauf: | 21. April 1936     |
| Indienststellung: | 11. Dezember 1936                           | Dienstende: | 1. August 1940     |
| Die Spearfish (engl.: Speerfisch) wurde in der Nordsee eingesetzt. Das britische U-Boot wurde von dem deutschen U-Boot U 34 130 sm nordöstlich von Aberdeen bei Position 58° 7′ N, 1° 32′ O versenkt. Die gesamte Besatzung fand den Tod. |                                             |             |                    |
| Sunfish W-1 (В-1) |                                             |             |                    |
| Bauwerft: | Chatham Docks                               | Nr.:        | N 81               |
| Kiellegung: | 22. Juli 1935                               | Stapellauf: | 30. September 1936 |
| Indienststellung: | 2. Juli 1937                                | Dienstende: | 27. Juli 1944      |
| Die Sunfish (engl.: Sonnen- bzw. Mondfisch) wurde nach dem Kriegsbeginn in der Nordsee eingesetzt und am 10. April 1944 an die Sowjetunion übergeben. Die sowjetische Marine stellte das U-Boot am 26. Juni 1944 mit dem Namen W-1 (В-1) offiziell in Dienst. Bei der Überführung nach Murmansk wurde die W-1 von einem britischen Liberator-Bomber irrtümlich versenkt. Es gab keine Überlebenden. |                                             |             |                    |
| Sterlet |                                             |             |                    |
| Bauwerft: | Chatham Dockyard                            | Nr.:        | N 22               |
| Kiellegung: | 14. Juli 1936                               | Stapellauf: | 22. September 1937 |
| Indienststellung: | 6. April 1938                               | Dienstende: | 18. April 1940     |
| Die Sterlet (siehe Sterlet) wurde in der Nordsee eingesetzt. Das U-Boot ging im April 1940 verloren. Vermutlich wurde es im Skagerrak von den deutschen U-Jägern UJ-125, UJ-126 und UJ-128 versenkt. Es gab keine Überlebenden. |                                             |             |                    |